# كتاب المجالس

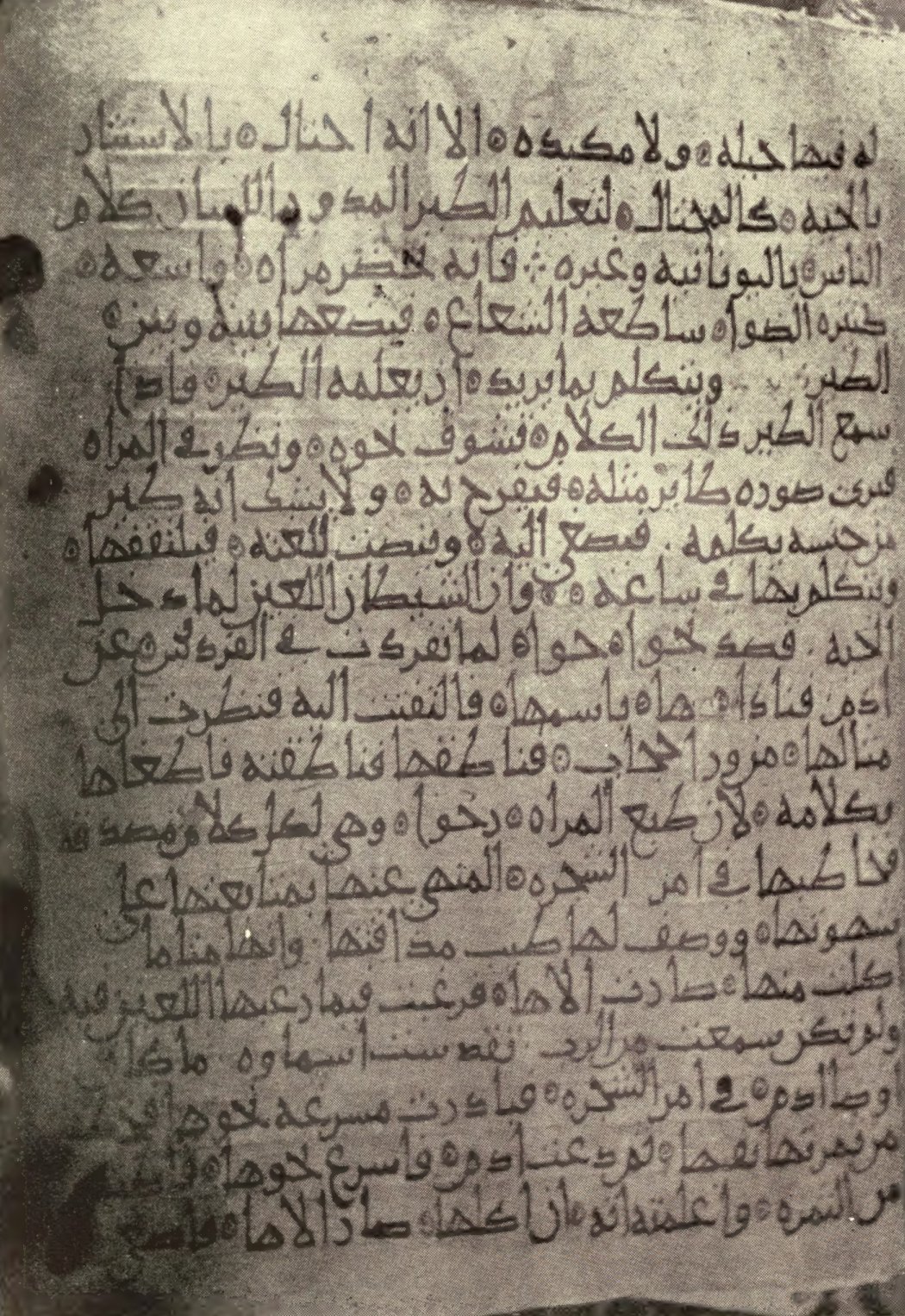
صفحة من مخطوطة سفر الرؤيا لبطرس باللغة العربية

كتاب المجالس أو سفر رؤيا بطرس أو رؤيا بطرس هو عمل مسيحي عربي كٌتب على الأغلب في القرن العاشر؛ وقد يرجع إلى أواخر القرن التاسع أو القرن الحادي عشر. حٌفظ الكتاب وكان على ما يبدو مهمًّا لمسيحيي العصر الذهبي للإسلام، فقد وُجدَ في حوالي 40 مخطوطة منه. يُنسب هذا الكتاب بشكل زائف إلى كلمنت الروماني ، ويحكي رؤية رآها الرسول بطرس عن يسوع القائم من بين الأموات؛ ولكن يظل المؤلف الحقيقي غير معروف. كُتب هذا العمل في الأصل باللغة العربية؛ كما توجد العديد من المخطوطات الإثيوبية منه، تحتوي النسخة الإثيوبية المعاد صياغتها إلى عمل كليمنت (بالإثيوبية: Qalēmenṭos أو Kalamentos) إلى جانب قصص أخرى من الأدب الكلمنتي.
في حين أن القصة الإطارية تشبه أدب كلمنت، إلا أن العمل لا يشترك في الكثير مع معظم أعمال كلمنت، وهو بدلًا من ذلك أقرب إلى الأدبيات اليهودية والمسيحية المتعلقة بنهاية العالم. ويقدم بطرس تفسيرات لقصص الكتاب المقدس، كما يروي إصدارات من القصص الأخرى الشائعة في الأدب السرياني، بما في ذلك كهف الكنوز [الإنجليزية] وعهد آدم [الإنجليزية] . يتناول العمل بالتفصيل علم الملائكة المسيحي ويقدم تصريحات مختلفة حول قضايا العقيدة والممارسة، مثل الحظر الصارم لتكريم السبت اليهودي أو المشاركة في الممارسات الثقافية المرتبطة بالإسلام. يتضمن القسم الأخير نبوءات عن الحكام والممالك المستقبلية ويصف بشكل فضفاض التاريخ من القرن الثاني إلى القرن العاشر، بينما يقدم أيضًا طمأنينةً بأن الحكومات غير المسيحية التي تنبأ بها بطرس ستحكم لفترة محدودة فقط، وسوف تسقط في النهاية.

## المحتويات واللاهوت

### الملخص
النص هو سفر رؤيا يكشف أسرار المستقبل، يُقال أن يسوع سلمها إلى الرسول بطرس، الذي نقلها بعد ذلك إلى كلمنت الروماني . عانت الطائفة الميافيزية المسيحية (التي تركزت في سوريا وفلسطين ومصر) من الاضطهاد لعدة قرون من المسيحية الخلقيدونية، الفرع الرسمي للمسيحية في الإمبراطورية الرومانية الشرقية (المعروفة أيضًا باسم الإمبراطورية البيزنطية أو الروم)، حتى جاءت الخلافة الإسلامية المبكرة التي فتحَت المنطقة في القرن السابع. في حين أن سفر رؤيا بطرس هو عبارة عن مجموعة من الأقسام المتفرقة التي تغطي العديد من المواضيع، فإن أحد المواضيع البارزة هو محاولة حل التناقض في سبب سماح الله القدير للحكومات المعارضة للمسيحية (الميافيزية) بالحكم. يشجع العمل القراء على المثابرة في الإيمان المسيحي وأن الله لا يزال يحكم العالم؛ إن الحكم المتتالي للحكومات المعادية والكوارث الأخرى كانت تأديبًا لخطايا المسيحيين، وقد تنبأ بطرس بهذا المستقبل، وكل شيء لا يزال جزءًا من خطة الله. ومع اعتناق العديد من المسيحيين للإسلام فإن الكتاب يرى هذا خطرًا مجتمعيًّا، ويحاول صد التأثير الإسلامي فيشجع القراء المسيحيين على أن الله سوف ينصرهم في النهاية.
ويبدو أن العمل مكتوب في ثلاثة أقسام؛ ومن الممكن أن يكون المؤلف قد دمج القصص المكتوبة خلال فترات تاريخية سابقة مختلفة ودمجها. يقدم الجزء الأول العمل ويؤطره، ويتضمن إعادة سرد موسعة. والجزء الثاني هو رواية عن أسرار السماء ونهاية الزمان القادمة. الجزء الثالث هو نهاية سياسية، يناقش نبوءات الحكومات غير الميافيزيقية ولماذا سمح الله لهم بالحكم. يتضمن العمل العديد من الاختلافات والتوسعات على القصص الكتابية. ترجمت مارغريت جنلوب جبسون [الإنجليزية] القسم الأول بناءً على مخطوطة من شبه جزيرة سيناء وأطلقت عليها عنوان كتاب المجالس؛ أحد كتب كلمنت. بينما ترجم ألفونس مينجانا القسمان الثاني والثالث في الأصل إلى الإنجليزية، حيث فضل عنوان سفر الرؤيا العربي لبطرس؛ ونتيجة لذلك، يُشار أحيانًا إلى الأقسام بالأسماء التي تُرجمت بموجبها في الأصل بموجب العُرف.

### السرد
في القسم الأول، تنشأ قصة إطارية. يتنافس كلمنت مع اليهود المعادين والكارهين للمسيحية، ويطلب من بطرس أن يقدم له الرؤية اللازمة لإثبات أن التفسير المسيحي للتوراة والكتب المقدسة اليهودية الأخرى صحيح. هناك توسع في قصة خلق العالم يوضح بالتفصيل ما حدث بالضبط في الأيام الستة بالإضافة إلى تفاصيل حول طبيعة الملائكة. وهو يتوسع في قصة سقوط آدم وحواء، ويقول إنها جاءت بسبب حسد شيطانائيل لدور آدم بوصفه ملكًا ورئيس كهنة. وهذا يوضح أن اللعنة المذكورة في سفر التكوين كانت في الواقع قد فُرضَت على حواء فقط بسبب إغواء شيطانائيل لها، وليس آدم. كما يتضمن توسعًا لقصة كهف الكنوز السريانية التي تعود إلى القرن السابع، والتي كانت شائعة بين المسيحيين السريانيين، وإلى عهد آدم [الإنجليزية] . إن الاحتفال بيوم السبت، كما يفعل اليهود، محرم تمامًا عند للمسيحيين. يُدافع الكتاب عن عقيدة عذرية مريم ويتناول بالتفصيل نسب مريم، وذلك بسبب الشكوك اليهودية التي أُطلقَت.
في القسم الثاني، يقول كلمنت إنه يعرف ما يكفي لدحض اليهود، لكنه يرغب في معرفة الأسرار السماوية التي كشفها يسوع القائم من بين الأموات لبطرس على جبل الزيتون. وافق بطرس على إخبار كلمنت، وأوضح أن هذه المعرفة لم تُشارك حتى مع موسى. وهو جزء من نوع من الكشف عن أسرار ما بعد القيامة والتي لا توجد في الكتاب المقدس وتحظى بشعبية في المنطقة. يتناول العمل نقاطًا لاهوتية مختلفة. في نسخة العصور الوسطى من مشكلة الشر، تتناول المشكلة سبب خلق الله للشيطان، وآدم، ويهوذا، وما إلى ذلك إذا كان الله يعلم أنهم سوف يتمردون. ويؤكد النص أن الله قادر على كل شيء؛ وقد سمح الله بهذه التمردات لأنها جزء من خطته، لكي يكون مثالًا للآخرين الذين يثورون ضد الله. إن سقوط آدم مرتبط باختيار طبيعته الفانية (أي النسخة المبكرة من تفسير "الإرادة الحرة" للشر)، في تناقض مع القسم الأول الذي اعتبر آدم بلا لوم؛ ومع ذلك، فإن طبيعته الخالدة، روحه، لا تزال قادرة على إيجاد الفداء حتى لو مات جسده الفاني. يصف الكتاب المقدس بنية جنة عدن، والفردوس، ومملكة السماء، حيث إن كل واحدة منها أعظم من الأخرى. يقوم بطرس بجولات قصيرة في الجحيم، مع وصف العقوبات من الناحية المادية، وعقوبات أسوأ لخطايا أسوأ مثل التجديف وأولئك الذين يجبرون الآخرين على عبادتهم. ويؤكد العمل أيضًا على الطبيعة الموحدة لله ويسوع، بما يتماشى مع اللاهوت الميافيزي، وربما دفاعًا ضد الادعاءات الإسلامية الذين يرون بأن الثالوث المسيحي قريب جدًّا من تعدد الآلهة. ويختتم القسم برؤى حول علامات نهاية الزمان، متأثرة برؤيا يوحنا (سفر الرؤيا) وسفر عزرا الرابع.
أما القسم الثالث فهو في معظمه "نهاية سياسية" تتضمن نبوءات الحكام العرب، على الرغم من أنها في الواقع سجلات تاريخية. فقد ذكر حكام الخلافة العباسية والخلافة الأموية بأحرفهم الأولى وببعض أفعالهم، على الرغم من أن الإشارات تصبح أحيانًا غير صحيحة ومشوهة بعد مرور الوقت، مما يشير ربما إلى أن "نبوءة" قديمة كانت حديثة في وقت كتابتها، وأنها قد غُيِّرَت جزئيًا في وقت لاحق. وتساعد هذه النبوءات أيضًا في تحديد تاريخ العمل إلى أواخر القرن التاسع أو أوائل القرن العاشر استنادًا إلى الوقت الذي تتجه فيه النبوءات نحو مستقبل غير معروف. لا تصف النبوءات صراحةً سقوط الخلافة بعد معركة هائلة أو عمل إلهي، لكنها تشير إلى عدد من العلامات التي تشير إلى موعد إقامة ملكوت الله. وفي حين أن وقت الخلاص مفتوح، يرسم المؤلف عددًا من السيناريوهات التي تشير إلى أن حكم الخلافة ليس دائمًا وهو ينهار بالفعل، ويلفت الانتباه إلى الصراعات الداخلية والنزاعات على الخلافة بوصفها دليلًا على أن حكامهم يفتقرون إلى الدعم الإلهي لسيادتهم، وأن حكم الإسلام لن يدوم كثيرًا.

### عن الاسلام
كانت الأعمال الميافيزية السابقة في القرنين السابع والثامن قد قللت إلى حد كبير من أهمية الإسلام باعتباره تهديدًا دينيًا للهيمنة المسيحية؛ فقد صورت الخلافة ببساطة على أنها مجموعة من لا تفقه وهي أدوات الله لاختبار المسيحية، على افتراض أن حكمهم سيكون قصيرًا ولن يدوم أكثر من قرن. إن سفر رؤيا بطرس، الذي كتب بعد قرون من الحكم الإسلامي، كان من بين الأعمال المسيحية العربية المتأخرة التي تعاملت مع الإسلام بقدر أكبر من الجدية، باعتباره تهديدًا دينيًّا يستحق ردًّا دفاعيًّا. ولكنها ما زالت ترث بعض مواقفها من هذه الأعمال السابقة، حتى عندما لم تعد تتناسب مع الوضع "على الأرض".
لا يتم الإشارة إلى المسلمين والإسلام بشكل مباشر بالاسم، ولكن يبدو أنه يناقشهم بمصطلحات مشفرة، ربما محاولةً لتوصيفهم بوصف قابل للتحقق في أي مستقبل، لأن كلمنت التاريخي لم يكن ليعرف شيئًا عن الإسلام. يُدين العمل الإسلام باعتباره تهديدًا، وأن على المسحيين عدم الانجذاب واعتناقه. هذا مقطع من الكتاب يوضح أن مشاكل المجتمع المسيحي العربي كانت متوقعة من الله:
"فقال سيدي: يا بطرس، كم ستكون كثيرة المتاعب التي ستحل بأتباعي على أيدي أعدائي، أبناء عشبة ضارة، الذين هم سكان الجنوب وأتباع رسول الأركون! حقًا سيعانون، ولكن طوبى لمن سيتحمل المشقات من أجلي..."

ويبدو أن الإشارة إلى أهل الجنوب تشير إلى العرب من شبه الجزيرة العربية وجنوب الشام والعراق، و"رسول الأركون" إلى محمد؛ وقد أشار العمل إلى ساتنيل في مكان آخر باسم "الأركون" أيضًا، ولعل الكتاب يقصد عكس أحد ألقاب محمد في الإسلام وهو "رسول الله". كما يدين العمل أولئك الذين "يأمرون بالشر وينهون عن المعروف"، وهو ما يبدو وكأنه انقلاب للأمر القرآني "بالأمر بالمعروف والنهي عن المنكر". ويحذر العمل من أن أولئك الذين لا يؤمنون بـ "رسالة ابن الذئب" فقط هم الذين سيُسمح لهم بدخول الجنة، وربما تكون هذه إشارة غير مباشرة إلى القرآن . ولعل أبرز ما في هذا العمل هو المقارنة التي تبدو بين المسيح الدجال والمسلمين؛ إذ يكتب أن المسيح الدجال سوف يتظاهر بأنه "يأمر بالمعروف وينهى عن المنكر" وأن المسلمين سوف يكونون من أوائل من يتبعونه. وقد أطلق الكتاب أوصافًا ساخطة تسب وتلعن على شخصية يُفترض أنها النبي محمد (عليه أفضل الصلاة والسلام).
ويحذر العمل أيضًا من الممارسات الثقافية المرتبطة بالإسلام، مثل اتخاذ أسماء غير مرتبطة بالمسيحية أو الزواج من المسلمين. كما يتحفظ بقوة ويُطلق أحكامه على النساء المسيحيات اللاتي يستخدمن الحناء لصبغ أيديهن، وقد كان هذا معروفًا لدى مسيحيي المشرق ولدى العرب. ويقول إن شجرة الحناء لعنها الله بشكل خاص الله، وأنه سيكون من الأفضل لو لم تولد النساء اللاتي يستخدمن الحناء، ولا يختلطوا مع الناس؛ فمصيرهن الرهيب سيكون مثل مصير اليهود الذين صلبوا يسوع. وهنا يُخطئ المؤلف في اعتبار هذه ممارسة إسلامية خالصة، حيث يعود تاريخ صبغ اليدين بالحناء إلى العصر البرونزي في المنطقة، قبل المسيحية والإسلام بوقت طويل. وتطور مع الديانتين 

## التأليف وتاريخ التأليف
وقد كُتب النص في الأصل باللغة العربية؛ وهو أحد أقدم الأعمال الدينية المسيحية التي كُتبت في الأصل باللغة العربية، وليس مترجمًا إلى العربية من لغة أخرى. كان الكتاب شائعًا في كل من سوريا ومصر، وليس من الواضح تمامًا من أين نشأ؛ فالمخطوطات المصرية الباقية غالبًا ما تكون أقدم، ولكن هذه الأعمال المصرية دمجت قصتين سريانيتين وتضمنت عددًا من الكلمات السريانية المستعارة والتعبيرات السورية. وعلى النقيض من نظرية الأصل السوري، يقترح بعض العلماء أن الأصل قبطيًا مصريًا بسبب الإشارة إلى عادات كنسية معينة تبدو أكثر ملاءمة للكنيسة القبطية.
في حين أن أجزاء من العمل مقتبسة بوضوح من مخطوطات سابقة مثل كهف الكنوز، فإن تاريخ التأليف النهائي لرؤيا بطرس الكاملة مؤقت وغير واضح. قدَّر أغسطس دلمان [الإنجليزية] في عام 1858 أن العمل ربما يعود إلى القرن الثامن؛ وفي وقت لاحق دفعت الدراسات التقديرات إلى العودة إلى أواخر القرن التاسع أو العاشر أو الحادي عشر. من المحتمل أن العمل نما بمرور الوقت، مع المراجعات والإضافات عبر العصور المختلفة في المخطوطات النهائية، وقد يكون تشدد العمل ضد الإسلام هو أحد أسباب اعتناق المسيحيين للإسلام.

## أعمال ذات صلة
هذا العمل ينتمي إلى نوع الأدب الرؤيوي. مثل العديد من كتب نهاية العالم الأخرى، فإن هذا العمل هو عمل زائف، حيث ينسب سلطة حواره الكاشف إلى كلمنت وبطرس. تشمل الرؤى القبطية والعربية المشابهة رؤيا صمويل القلوني [الإنجليزية] ورؤيا أثناسيوس [الإنجليزية] ، والتي ربما أثرت على العمل إلى حد ما. يستشهد الكتاب بشكل خاص بإنجيل متى 24 [الإنجليزية] ("سفر الرؤيا الصغير") وسفر الرؤيا في كثير من الأحيان ويصفه بمرجع كتابي المفضل. يُطلق أحيانًا على نوع الحوار الذي يكشف عن تعاليم جديدة، عادةً مع يسوع القائم من بين الأموات، اسم إنجيل الحوار [الإنجليزية] . في حين أن فرضية كشف بطرس للأسرار التي أخبره بها يسوع هي نفسها مثل سفر الرؤيا اليوناني في القرن الثاني الذي حقق ذات يوم مكانة شبه قانونية في الكنيسة المسيحية المبكرة، فإن سفر الرؤيا العربي لبطرس لا يشترك في الكثير من التداخل مع العمل. ويقترح بعض العلماء وجود روابط أوثق مع سفر الرؤيا الإثيوبي لبطرس، والتي اُكتُشف بمجرد جمع المخطوطات وتتبعها بشكل أفضل؛ على سبيل المثال، يرى باولو لا سبيسا أن العقوبات المهددة في الجحيم لأولئك الذين يعتنقون الإسلام مماثلة للعقوبة المفروضة على المجدفين ومنكري العدالة في النص الإثيوبي.
في حين أن القصة الإطارية تشبه الأدب الكلمنتي الزائف ، فإن قصة نهاية العالم العربية ليست في الواقع قريبة من معظم أعمال كلمنت. يوجد قسم نحو النهاية يتناول مغامرات بطرس وكلمنت في روما، ربما مقتبس من سيرة ذاتية سريانية لكلمنت.
هناك عمل لاحق يبدو أنه يقتبس من سفر الرؤيا العربي لبطرس وهو كتاب عربي (بعنوان: Jāvidān-nāma-yi kabīr) الذي كتبه الفارسي فضل الله أسترابادي، مؤسس الحروفية، وهي طائفة من الصوفية. يتخذ أحد الفصول شكل حوار بين مسيحي ومسلم صوفي، ويستشهد بسفر الرؤيا العربي لبطرس والأعمال المرتبطة به (مثل كهف الكنوز) مرات عديدة، حيث يجمع أدلة واستقراءات منطقية قوية توضح بأن الشكل الحقيقي والنهائي للمسيحية هو في الإسلام.

## نهاية العالم والحملة الصليبية الخامسة
يقول جيكوب دي فتري [الإنجليزية]: في العام الحالي (1219) أظهر لنا الأسرى السريان الذين كانوا معنا في الجيش كتابًا قديمًا جدًا من خزانة مكتبتهم مكتوبًا بلغة السراسنة (السراسنة هو لقب أوروبي استعلائي على سكان غرب آسيا وشمال أفريقيا)، ونص نقشه (عنوانه) هو: "رؤى الرسول المبارك بطرس، نشرها تلميذه كلمنت في مجلد واحد". أيًّا كان مؤلف هذا الكتاب، فقد تنبأ صراحة وبوضوح عن حالة كنيسة الله من البداية حتى زمن المسيح الدجال ونهاية العالم.

في الحملة الصليبية الخامسة، هاجم الصليبيون الأوروبيون مدينة دمياط الساحلية المصرية، والتي كانت آنذاك جزءًا من السلطنة الأيوبية . استمر حصار دمياط من عام 1218 – عام 1219، وظلت المدينة محتلة حتى عام 1221. أرسل ثلاثة من الصليبيين المشاركين في الحصار رسائل وكتابات تصف عملًا من المفترض أنه سفر الرؤيا العربي لبطرس: وهو عمل باللغة العربية منسوب إلى كلمنت، وكان قديمًا بالفعل، وكان يحتوي على نبوءات بسقوط الإسلام في نهاية المطاف. وقد كتب جيكوب دي فتري [الإنجليزية] ،أسقف عكا الصليبي [الإنجليزية]، إلى البابا هونوريوس الثالث في عام 1219 عن العمل، كما فعل المندوب البابوي بيلاغيو جلفاني [الإنجليزية]؛ ووصفه أوليفر من بادربورن في كتابه تاريخ دامياتينا . هذه بعض الكتابات النادرة التي بقيت حتى الآن والتي تعترف بنهاية العالم من العصور الوسطى.
ويشير بنيامين ويبر إلى أن اتصال الصليبيين بالكتاب لم يكن حادثًا عرضيًا بل كان فعلًا مقصودًا من جانب السكان المسيحيين المصريين المحليين. في عام 1219، عرض السلطان على الصليبيين شروط سلام سخية حيث يمكنهم الاحتفاظ بالقدس مقابل ترك بقية مصر بمفردها. انقسم السكان المسيحيون المصريون، فمنهم من عانى وذُبِح في أثناء الحملات الصليبية، ولكن كانت هناك فئة ترى وجوب تحقيق نبوءة سفر الرؤيا حتى على دمائهم، فأرادوا من الصليبيين مواصلة الحرب؛ حيث كان تقديم نبوءة قديمة تتنبأ بهزيمة الإسلام من شأنه أن يشجع الصليبيين على الاستمرار، على يقين من انتصارهم في نهاية المطاف. في نهاية المطاف، لم يقبل الصليبيون المعاهدة المعروضة، على الرغم من أنه من الصعب القول إلى أي مدى كان هذا القرار راجعًا إلى تقاسم الكتب المقدسة بين المسيحيين المحليين. وقد قامت نسخة أوروبية غير مؤرخة من سفر الرؤيا المماثل لأثناسيوس الزائف بتغيير الإشارة من "ملك الروم" (أي البيزنطيين) إلى "ملك الفرنج "، وهنا تخرج روايتان لما حدث، في حين إن الأوروبيين يقولون بأن المسيحيين المصريين هم من زوروا في الكتاب ليشجعوهم على غزو المنطقة، يرى البعض بأن هذا تبرير وإضفاء شرعية للغزو، وأن الأوروبيين هم من أعطوا السكان المحليين للنسخة.

## تاريخ المخطوطات اللاحقة
ولم يتم إعادة اكتشاف هذا العمل خارج منطقة الشرق الأوسط إلا في القرن التاسع عشر وأوائل القرن العشرين. نشرت مارغريت دنلوب جبسون [الإنجليزية] نسخة منقحة من النص العربي بالإضافة إلى ترجمة إلى اللغة الإنجليزية للقسم الأول من سفر الرؤيا استنادًا إلى مخطوطة من دير القديسة كاترين في شبه جزيرة سيناء في عام 1901. بدءًا من عشرينيات القرن العشرين، نشر سيلفان غريبوت سلسلة من الترجمات الفرنسية لكتاب كلمنت استنادًا إلى مخطوطة إثيوبية من مجموعة أنطوان دادي [الإنجليزية] ، على الرغم من عدم تضمين النص الإثيوبي. في عامي 1930 و1931، نشر ألفونس مينجانا مخطوطة كارشونية (لغة عربية مكتوبة بالأبجدية السريانية) وترجمتها إلى الإنجليزية في سلسلة دراسات وودبروك. في ذلك الوقت، أعرب عن أسفه لعدم تمكنه من مقارنة مخطوطته بالترجمة التي نشرها غريبوت. نشر أليساندرو باوسي [الإنجليزية] في عام 1992 نسخة مترجمة كاملة من كتاب كلمنت الإثيوبي إلى اللغة الإيطالية.
قام جورج جراف بتجميع قائمة بالمخطوطات المعروفة في عام 1944، وقام باولو لا سبيسا بتحديث القائمة في عام 2014. يوجد ما لا يقل عن 42 مخطوطة متبقية من العمل: 23 مخطوطة كاملة منظمة بشكل فضفاض في ثلاث مراجعات، بالإضافة إلى 19 مخطوطة من النبذات والأجزاء المجزأة.
تظل دراسة العمل غير مكتملة. لم يتم جمع أو ترجمة معظم المخطوطات في طبعة علمية.

## الترجمات
وقد تمت ترجمة العمل إلى اللغة الإنجليزية في المصادر التالية:
- Gibson، Margaret Dunlop (1901). Apocrypha Arabica. Studia Sinaitica, No. VIII. London: C. J. Clay and Sons. مؤرشف من الأصل في 2022-06-12. ترجمة القسم الأول، استنادًا إلى مخطوطة من دير القديسة كاترين في شبه جزيرة سيناء.
- Mingana، Alphonse (1931). Woodbrooke Studies. Cambridge: W. Heffer & Sons. ج. 3. Aترجمة القسمين الثاني والثالث، استنادًا إلى مخطوطة مينجانا سير 70، وهي مخطوطة كارشونية.

## روابط خارجية
- كتاب القوائم ، نظرة عامة وقائمة المراجع بقلم باربرا روجيما وتوني بيرك. ناسكال: كلافيس الإلكتروني: كريستيان أبوكريفا .
- أعمال بطرس بقلم كليمنت ، نظرة عامة ومراجع بقلم توني بيرك، للوثيقة الإثيوبية التي تحتوي على كتاب اللفائف. ناسكال: كلافيس الإلكتروني: كريستيان أبوكريفا .

1. ↑  Attested titles in Arabic include "Apocalypse of Peter" (Ru'ya Buṭrus or Jalayān Buṭrus), "Apocalypse of Simon" (Iktishāf Shimʿūn), "Book of the Secrets" (Kitāb al-asrār), "Book of the Hidden Secrets" (Kitāb al-sarāʾir al-maktūma), "Book of Benefits" (Kitāb al-fawāʾid), and "Book of Perfection" (Kitāb al-kamāl).[1]